# Издательство Альфред Кнопф
Alfred A. Knopf — американское издательство художественной литературы, основанное в 1915 году. По состоянию на 2025 год является подразделением Penguin Random House, принадлежащего немецкому конгломерату Bertelsmann.
Основано Бланш Кнопф и Альфредом Кнопфом-старшим на кредит в 5 тыс. долларов, полученный от Сэмюэля Кнопфа — отца Альфреда Кнопфа. Первый офис располагался в здании Кэндлер в Нью-Йорке. Компания была официально зарегистрирована в 1918 году с Альфредом Кнопфом в качестве президента, Бланш Кнопф — вице-президента и Сэмюэлем Кнопфом — казначея. В первые годы в основном публиковало переводы европейской художественной литературы, среди первых публикаций были произведения Эмиля Ожье, Николая Гоголя, Станислава Пшибышевского и Ги де Мопассана. В 1923 году также начали издавать периодику, начав с «The American Mercury».
В 1960 году было приобретено Random House; за год до этого из фирмы ушёл Альфред Кнопфа-младший, основавший собственное издательство Atheneum Books.
На предложенном Бланш Кнопф логотипе издательства, размещаемом на корешке и титульном листе книг, изображена русская псовая борзая. Knopf издавал книги многих известных авторов, включая Джона Бэнвилла, Карла Бернштейна, Альбера Камю, Роберта Каро, Уиллу Кэсер, Билла Клинтона, Габриэля Гарсиа Маркеса, Тони Моррисон, Харуки Мураками,Тобиаса Вульфа и многих других. Книги, опубликованные Knopf, получили множество престижных наград, включая Пулитцеровскую премию, Национальную книжную премию и Нобелевскую премию по литературе.